# Euproctis melanosoma
Euproctis melanosoma är en fjärilsart som beskrevs av Butler 1882. Euproctis melanosoma ingår i släktet Euproctis och familjen tofsspinnare. Inga underarter finns listade i Catalogue of Life.

## Bildgalleri

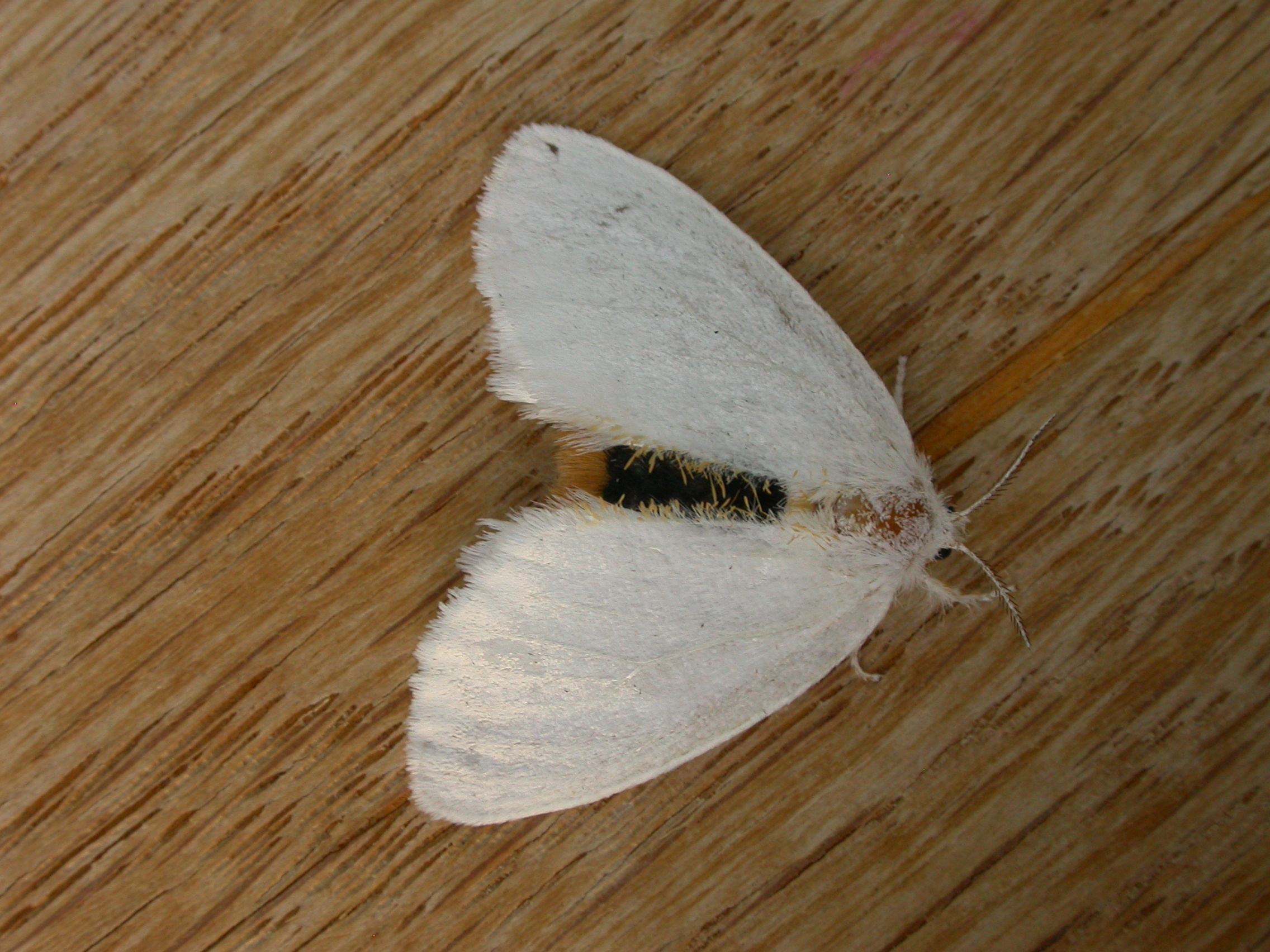